# 아론 아이젠버그

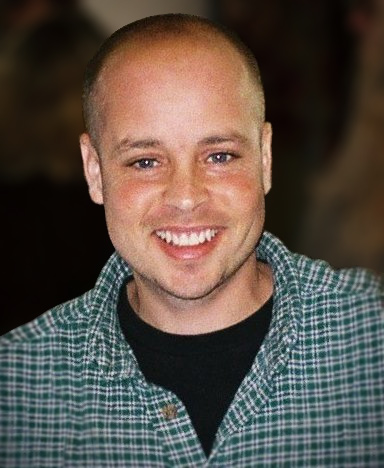

아론 아이젠버그(Aron Eisenberg, 1969년 1월 6일 ~ 2019년 9월 21일)는 미국의 배우, 사진가이다.
할리우드에서 태어났으며 로스앤젤레스에서 사망하였다. 사인은 신부전이다.

## 영화
- 워크 투 베가스 (2017, 7 Days to Vegas)
- 스타 트렉 - 스페이스 나인 (1993년)
- 조종자 3 (1991년)
- 스트리츠 (1990년)
- 롤러보이즈 (1990년)
- 하우스 3 (1989년)
- 아미티빌 4 (1989년)